# Coppa del Mondo di sci di fondo 2013
La Coppa del Mondo di sci di fondo 2013 è stata la trentaduesima edizione della manifestazione organizzata dalla Federazione Internazionale Sci; è iniziata il 24 novembre 2012 a Gällivare, in Svezia, e si è conclusa il 24 marzo 2013 a Falun, ancora in Svezia. Nel corso della stagione si sono tenuti in Val di Fiemme i Campionati mondiali di sci nordico 2013, non validi ai fini della Coppa del Mondo, il cui calendario ha contemplato dunque un'interruzione tra febbraio e marzo.
In campo maschile sono state disputate tutte le 18 gare individuali (3 a tecnica classica, 3 a tecnica libera, 7 sprint, 2 a inseguimento, 3 competizioni intermedie a tappe) e le 5 a squadre (2 staffette, 4 sprint a squadre) previste, in 17 diverse località. Il norvegese Petter Northug si è aggiudicato la coppa di cristallo, il trofeo assegnato al vincitore della classifica generale; il russo Aleksandr Legkov ha vinto la Coppa di distanza, lo svedese Emil Jönsson quella di sprint. Dario Cologna era il detentore uscente della Coppa generale.
In campo femminile sono state disputate tutte le 18 gare individuali (3 a tecnica classica, 3 a tecnica libera, 7 sprint, 2 a inseguimento, 3 competizioni intermedie a tappe) e le 5 a squadre (2 staffette, 4 sprint a squadre) previste, in 17 diverse località. La polacca Justyna Kowalczyk si è aggiudicata sia la coppa di cristallo, sia la Coppa di distanza; la statunitense Kikkan Randall ha vinto la Coppa di sprint. Marit Bjørgen era la detentrice uscente della Coppa generale.

## Uomini

### Risultati
| Data                             | Località                                                     | Nazione                  | Spec.          | Primo                                                                   | Secondo                                                                 | Terzo                                                                   |
| -------------------------------- | ------------------------------------------------------------ | ------------------------ | -------------- | ----------------------------------------------------------------------- | ----------------------------------------------------------------------- | ----------------------------------------------------------------------- |
| 24 novembre 2012                 | Gällivare                                                    | Svezia                   | 15 km TL       | Martin Johnsrud Sundby                                                  | Aleksej Poltoranin                                                      | Marcus Hellner                                                          |
| 25 novembre 2012                 | Gällivare                                                    | Svezia                   | 4x7,5 km       | Norvegia Eldar Rønning Martin Johnsrud Sundby Sjur Røthe Petter Northug | Svezia Emil Jönsson Johan Olsson Daniel Richardsson Marcus Hellner      | Russia Evgenij Belov Maksim Vylegžanin Aleksandr Legkov Il'ja Černousov |
| 30 novembre 2012 2 dicembre 2012 | Kuusamo                                                      | Finlandia                | Nordic Opening | Petter Northug                                                          | Maksim Vylegžanin                                                       | Aleksej Poltoranin                                                      |
| 7 dicembre 2012                  | Québec                                                       | Canada                   | TS TL          | Kazakistan I Denis Volotka Nikolaj Čebot'ko                             | Russia I Nikita Krjukov Aleksej Petuchov                                | Norvegia I Anders Gløersen Eirik Brandsdal                              |
| 8 dicembre 2012                  | Québec                                                       | Canada                   | SP TL          | Emil Jönsson                                                            | Teodor Peterson                                                         | Aleksej Petuchov                                                        |
| 13 dicembre 2012                 | Canmore                                                      | Canada                   | 15 km TC MS    | Tim Tscharnke                                                           | Sjur Røthe                                                              | Tobias Angerer                                                          |
| 15 dicembre 2012                 | Canmore                                                      | Canada                   | SP TL          | Emil Jönsson                                                            | Anders Gløersen                                                         | Nikita Krjukov                                                          |
| 16 dicembre 2012                 | Canmore                                                      | Canada                   | 30 km ST       | Maurice Manificat                                                       | Roland Clara                                                            | Sjur Røthe                                                              |
| 29 dicembre 2012 6 gennaio 2013  | Oberhof Val Müstair Cortina d'Ampezzo/Dobbiaco Val di Fiemme | Germania Svizzera Italia | Tour de Ski    | Aleksandr Legkov                                                        | Dario Cologna                                                           | Maksim Vylegžanin                                                       |
| 12 gennaio 2013                  | Liberec                                                      | Rep. Ceca                | SP TC          | Teodor Peterson                                                         | Emil Jönsson                                                            | Pål Golberg                                                             |
| 13 gennaio 2013                  | Liberec                                                      | Rep. Ceca                | TS TL          | Russia II Michail Devjat'jarov Nikolaj Morilov                          | Norvegia I Eirik Brandsdal Pål Golberg                                  | Russia I Aleksej Petuchov Nikita Krjukov                                |
| 19 gennaio 2013                  | La Clusaz                                                    | Francia                  | 15 km TC MS    | Aleksej Poltoranin                                                      | Aleksandr Bessmertnych                                                  | Dario Cologna                                                           |
| 20 gennaio 2013                  | La Clusaz                                                    | Francia                  | 4x7,5 km       | Norvegia Eldar Rønning Didrik Tønseth Martin Johnsrud Sundby Sjur Røthe | Svezia Daniel Richardsson Johan Olsson Calle Halfvarsson Marcus Hellner | Rep. Ceca Jiří Magál Lukáš Bauer Aleš Razým Martin Jakš                 |
| 1º febbraio 2013                 | Soči                                                         | Russia                   | SP TL          | Petter Northug                                                          | Dario Cologna                                                           | David Hofer                                                             |
| 2 febbraio 2013                  | Soči                                                         | Russia                   | 30 km ST       | Dario Cologna                                                           | Il'ja Černousov                                                         | Aleksandr Legkov                                                        |
| 3 febbraio 2013                  | Soči                                                         | Russia                   | TS TC          | Russia I Dmitrij Japarov Maksim Vylegžanin                              | Svezia I Teodor Peterson Emil Jönsson                                   | Germania I Axel Teichmann Tobias Angerer                                |
| 16 febbraio 2013                 | Davos                                                        | Svizzera                 | SP TC          | Aleksej Poltoranin                                                      | Dario Cologna                                                           | Federico Pellegrino                                                     |
| 17 febbraio 2013                 | Davos                                                        | Svizzera                 | 15 km TL       | Johan Olsson                                                            | Dario Cologna                                                           | Aleksandr Legkov                                                        |
| 9 marzo 2013                     | Lahti                                                        | Finlandia                | SP TL          | Emil Jönsson                                                            | Ola Vigen Hattestad                                                     | Finn Hågen Krogh                                                        |
| 10 marzo 2013                    | Lahti                                                        | Finlandia                | 15 km TC       | Petter Northug                                                          | Aleksej Poltoranin                                                      | Martin Johnsrud Sundby                                                  |
| 13 marzo 2013                    | Drammen                                                      | Norvegia                 | SP TC          | Petter Northug                                                          | Aleksej Poltoranin                                                      | Nikita Krjukov                                                          |
| 16 marzo 2013                    | Oslo                                                         | Norvegia                 | 50 km TL MS    | Aleksandr Legkov                                                        | Martin Johnsrud Sundby                                                  | Il'ja Černousov                                                         |
| 20 marzo 2013 24 marzo 2013      | Stoccolma Falun                                              | Svezia                   | Finali         | Petter Northug                                                          | Finn Hågen Krogh                                                        | Martin Johnsrud Sundby                                                  |

Legenda:

TC = tecnica classica

TL = tecnica libera

SP = sprint

TS = sprint a squadre

ST = skiathlon

MS = partenza in linea

#### Competizioni intermedie
| Nordic Opening 2013 |                            |                   |                   |                    |                        |                        |
| Data                | Località                   | Nazione           | Spec.             | Primo              | Secondo                | Terzo                  |
| 30 novembre 2012    | Kuusamo                    | Finlandia         | SP TC             | Nikita Krjukov     | Petter Northug         | Eirik Brandsdal        |
| 1º dicembre 2012    | Kuusamo                    | Finlandia         | 10 km TL          | Aleksandr Legkov   | Petter Northug         | Maurice Manificat      |
| 2 dicembre 2012     | Kuusamo                    | Finlandia         | 15 km TC PU       | Maksim Vylegžanin  | Dario Cologna          | Martin Johnsrud Sundby |
| Classifica finale   | Classifica finale          | Classifica finale | Classifica finale | Petter Northug     | Maksim Vylegžanin      | Aleksej Poltoranin     |
|                     |                            |                   |                   |                    |                        |                        |
| Tour de Ski 2013    |                            |                   |                   |                    |                        |                        |
| Data                | Località                   | Nazione           | Spec.             | Primo              | Secondo                | Terzo                  |
| 29 dicembre 2012    | Oberhof                    | Germania          | 4 km TL           | Petter Northug     | Marcus Hellner         | Aleksandr Legkov       |
| 30 dicembre 2012    | Oberhof                    | Germania          | 15 km TC PU       | Maksim Vylegžanin  | Aleksandr Legkov       | Petter Northug         |
| 1º gennaio 2013     | Val Müstair                | Svizzera          | SP TL             | Finn Hågen Krogh   | Federico Pellegrino    | Len Valjas             |
| 3 gennaio 2013      | Cortina d'Ampezzo/Dobbiaco | Italia            | 35 km TL PU       | Petter Northug     | Aleksandr Legkov       | Dario Cologna          |
| 4 gennaio 2013      | Dobbiaco                   | Italia            | 5 km TC           | Aleksej Poltoranin | Petter Northug         | Dario Cologna          |
| 5 gennaio 2013      | Val di Fiemme              | Italia            | 15 km TC MS       | Aleksej Poltoranin | Len Valjas             | Alex Harvey            |
| 6 gennaio 2013      | Val di Fiemme              | Italia            | 9 km TL PU        | Marcus Hellner     | Ivan Babikov           | Roland Clara           |
| Classifica finale   | Classifica finale          | Classifica finale | Classifica finale | Aleksandr Legkov   | Dario Cologna          | Maksim Vylegžanin      |
|                     |                            |                   |                   |                    |                        |                        |
| Finali 2013         |                            |                   |                   |                    |                        |                        |
| Data                | Località                   | Nazione           | Spec.             | Primo              | Secondo                | Terzo                  |
| 20 marzo 2013       | Stoccolma                  | Svezia            | SP TC             | Petter Northug     | Eirik Brandsdal        | Nikita Krjukov         |
| 22 marzo 2013       | Falun                      | Svezia            | 3,75 km TL        | Petter Northug     | Pål Golberg            | Anders Gløersen        |
| 23 marzo 2013       | Falun                      | Svezia            | 15 km TC MS       | Eldar Rønning      | Maksim Vylegžanin      | Martin Johnsrud Sundby |
| 24 marzo 2013       | Falun                      | Svezia            | 15 km TL PU       | Finn Hågen Krogh   | Martin Johnsrud Sundby | Aleksandr Legkov       |
| Classifica finale   | Classifica finale          | Classifica finale | Classifica finale | Petter Northug     | Finn Hågen Krogh       | Martin Johnsrud Sundby |

Legenda:

TC = tecnica classica

TL = tecnica libera

SP = sprint

PU = inseguimento

MS = partenza in linea

### Classifiche

#### Generale
| Pos. | Nome                   | Nazione    | Punti |
| ---- | ---------------------- | ---------- | ----- |
| 1    | Petter Northug         | Norvegia   | 1561  |
| 2    | Aleksandr Legkov       | Russia     | 1381  |
| 3    | Dario Cologna          | Svizzera   | 1364  |
| 4    | Aleksej Poltoranin     | Kazakistan | 995   |
| 5    | Maksim Vylegžanin      | Russia     | 935   |
| 6    | Il'ja Černousov        | Russia     | 845   |
| 7    | Emil Jönsson           | Svezia     | 735   |
| 8    | Martin Johnsrud Sundby | Norvegia   | 672   |
| 9    | Marcus Hellner         | Svezia     | 630   |
| 10   | Finn Hågen Krogh       | Norvegia   | 545   |

#### Distanza
| Pos. | Nome               | Nazione    | Punti |
| ---- | ------------------ | ---------- | ----- |
| 1    | Aleksandr Legkov   | Russia     | 793   |
| 2    | Dario Cologna      | Svizzera   | 644   |
| 3    | Petter Northug     | Norvegia   | 632   |
| 4    | Aleksej Poltoranin | Kazakistan | 521   |
| 5    | Il'ja Černousov    | Russia     | 508   |

#### Sprint
| Pos. | Nome            | Nazione     | Punti |
| ---- | --------------- | ----------- | ----- |
| 1    | Emil Jönsson    | Svezia      | 498   |
| 2    | Petter Northug  | Norvegia    | 329   |
| 3    | Nikita Krjukov  | Russia      | 316   |
| 4    | Teodor Peterson | Svezia      | 274   |
| 5    | Andrew Newell   | Stati Uniti | 264   |

## Donne

### Risultati
| Data                             | Località                                                     | Nazione                  | Spec.          | Prima                                                                     | Seconda                                                                          | Terza                                                                                             |
| -------------------------------- | ------------------------------------------------------------ | ------------------------ | -------------- | ------------------------------------------------------------------------- | -------------------------------------------------------------------------------- | ------------------------------------------------------------------------------------------------- |
| 24 novembre 2012                 | Gällivare                                                    | Svezia                   | 10 km TL       | Marit Bjørgen                                                             | Therese Johaug                                                                   | Kikkan Randall                                                                                    |
| 25 novembre 2012                 | Gällivare                                                    | Svezia                   | 4x5 km         | Norvegia Vibeke Skofterud Therese Johaug Martine Ek Hagen Marit Bjørgen   | Svezia Ida Ingemarsdotter Sofia Bleckur Lisa Larsen Charlotte Kalla              | Stati Uniti Holly Brooks Kikkan Randall Liz Stephen Jessica Diggins                               |
| 30 novembre 2012 2 dicembre 2012 | Kuusamo                                                      | Finlandia                | Nordic Opening | Marit Bjørgen                                                             | Justyna Kowalczyk                                                                | Heidi Weng                                                                                        |
| 7 dicembre 2012                  | Québec                                                       | Canada                   | TS TL          | Stati Uniti I Jessica Diggins Kikkan Randall                              | Germania Hanna Kolb Denise Herrmann                                              | Norvegia I Celine Brun-Lie Maiken Caspersen Falla                                                 |
| 8 dicembre 2012                  | Québec                                                       | Canada                   | SP TL          | Kikkan Randall                                                            | Maiken Caspersen Falla                                                           | Ida Ingemarsdotter                                                                                |
| 13 dicembre 2012                 | Canmore                                                      | Canada                   | 10 km TC MS    | Justyna Kowalczyk                                                         | Anne Kyllönen                                                                    | Maiken Caspersen Falla                                                                            |
| 15 dicembre 2012                 | Canmore                                                      | Canada                   | SP TL          | Maiken Caspersen Falla                                                    | Kikkan Randall                                                                   | Celine Brun-Lie                                                                                   |
| 16 dicembre 2012                 | Canmore                                                      | Canada                   | 15 km ST       | Justyna Kowalczyk                                                         | Anne Kyllönen                                                                    | Vibeke Skofterud                                                                                  |
| 29 dicembre 2012 6 gennaio 2013  | Oberhof Val Müstair Cortina d'Ampezzo/Dobbiaco Val di Fiemme | Germania Svizzera Italia | Tour de Ski    | Justyna Kowalczyk                                                         | Therese Johaug                                                                   | Kristin Størmer Steira                                                                            |
| 12 gennaio 2013                  | Liberec                                                      | Rep. Ceca                | SP TC          | Mona-Liisa Malvalehto                                                     | Justyna Kowalczyk                                                                | Maiken Caspersen Falla                                                                            |
| 13 gennaio 2013                  | Liberec                                                      | Rep. Ceca                | TS TL          | Norvegia I Ingvild Flugstad Østberg Maiken Caspersen Falla                | Svezia I Stina Nilsson Ida Ingemarsdotter                                        | Svezia II Linn Sömskar Magdalena Pajala                                                           |
| 19 gennaio 2013                  | La Clusaz                                                    | Francia                  | 10 km TC MS    | Marit Bjørgen                                                             | Therese Johaug                                                                   | Justyna Kowalczyk                                                                                 |
| 20 gennaio 2013                  | La Clusaz                                                    | Francia                  | 4x5 km         | Norvegia I Heidi Weng Therese Johaug Kristin Størmer Steira Marit Bjørgen | Finlandia Anne Kyllönen Aino-Kaisa Saarinen Riitta-Liisa Roponen Kerttu Niskanen | Norvegia II Vibeke Skofterud Ingvild Flugstad Østberg Martine Ek Hagen Astrid Uhrenholdt Jacobsen |
| 1º febbraio 2013                 | Soči                                                         | Russia                   | SP TL          | Kikkan Randall                                                            | Aurore Jéan                                                                      | Celine Brun-Lie                                                                                   |
| 2 febbraio 2013                  | Soči                                                         | Russia                   | 15 km ST       | Kristin Størmer Steira                                                    | Julija Čekalëva                                                                  | Nicole Fessel                                                                                     |
| 3 febbraio 2013                  | Soči                                                         | Russia                   | TS TC          | Finlandia Mona-Liisa Malvalehto Anne Kyllönen                             | Russia II Julija Ivanova Natal'ja Matveeva                                       | Canada Perianne Jones Daria Gaiazova                                                              |
| 16 febbraio 2013                 | Davos                                                        | Svizzera                 | SP TC          | Justyna Kowalczyk                                                         | Marit Bjørgen                                                                    | Anne Kyllönen                                                                                     |
| 17 febbraio 2013                 | Davos                                                        | Svizzera                 | 10 km TL       | Therese Johaug                                                            | Justyna Kowalczyk                                                                | Kristin Størmer Steira                                                                            |
| 9 marzo 2013                     | Lahti                                                        | Finlandia                | SP TL          | Kikkan Randall                                                            | Marit Bjørgen                                                                    | Alena Procházková                                                                                 |
| 10 marzo 2013                    | Lahti                                                        | Finlandia                | 10 km TC       | Justyna Kowalczyk                                                         | Marit Bjørgen                                                                    | Heidi Weng                                                                                        |
| 13 marzo 2013                    | Drammen                                                      | Norvegia                 | SP TC          | Justyna Kowalczyk                                                         | Heidi Weng                                                                       | Ingvild Flugstad Østberg                                                                          |
| 17 marzo 2013                    | Oslo                                                         | Norvegia                 | 30 km TL MS    | Therese Johaug                                                            | Justyna Kowalczyk                                                                | Julija Čekalëva                                                                                   |
| 20 marzo 2013 24 marzo 2013      | Stoccolma Falun                                              | Svezia                   | Finali         | Marit Bjørgen                                                             | Therese Johaug                                                                   | Charlotte Kalla                                                                                   |

Legenda:

TC = tecnica classica

TL = tecnica libera

SP = sprint

TS = sprint a squadre

ST = skiathlon

MS = partenza in linea

#### Competizioni intermedie
| Nordic Opening 2013 |                            |                   |                   |                   |                          |                            |
| Data                | Località                   | Nazione           | Spec.             | Prima             | Seconda                  | Terza                      |
| 30 novembre 2012    | Kuusamo                    | Finlandia         | SP TC             | Marit Bjørgen     | Evgenija Šapovalova      | Anastasija Docenko         |
| 1º dicembre 2012    | Kuusamo                    | Finlandia         | 5 km TL           | Marit Bjørgen     | Kikkan Randall           | Julija Čekalëva            |
| 2 dicembre 2012     | Kuusamo                    | Finlandia         | 10 km TC PU       | Marit Bjørgen     | Therese Johaug           | Heidi Weng                 |
| Classifica finale   | Classifica finale          | Classifica finale | Classifica finale | Marit Bjørgen     | Justyna Kowalczyk        | Heidi Weng                 |
|                     |                            |                   |                   |                   |                          |                            |
| Tour de Ski 2013    |                            |                   |                   |                   |                          |                            |
| Data                | Località                   | Nazione           | Spec.             | Prima             | Seconda                  | Terza                      |
| 29 dicembre 2012    | Oberhof                    | Germania          | 3 km TL           | Kikkan Randall    | Charlotte Kalla          | Justyna Kowalczyk          |
| 30 dicembre 2012    | Oberhof                    | Germania          | 9 km TC PU        | Justyna Kowalczyk | Therese Johaug           | Anne Kyllönen              |
| 1º gennaio 2013     | Val Müstair                | Svizzera          | SP TL             | Kikkan Randall    | Ingvild Flugstad Østberg | Heidi Weng                 |
| 3 gennaio 2013      | Cortina d'Ampezzo/Dobbiaco | Italia            | 15 km TL PU       | Justyna Kowalczyk | Charlotte Kalla          | Therese Johaug             |
| 4 gennaio 2013      | Dobbiaco                   | Italia            | 3 km TC           | Justyna Kowalczyk | Krista Pärmäkoski        | Astrid Uhrenholdt Jacobsen |
| 5 gennaio 2013      | Val di Fiemme              | Italia            | 10 km TC MS       | Justyna Kowalczyk | Kristin Størmer Steira   | Krista Pärmäkoski          |
| 6 gennaio 2013      | Val di Fiemme              | Italia            | 9 km TL PU        | Therese Johaug    | Liz Stephen              | Heidi Weng                 |
| Classifica finale   | Classifica finale          | Classifica finale | Classifica finale | Justyna Kowalczyk | Therese Johaug           | Kristin Størmer Steira     |
|                     |                            |                   |                   |                   |                          |                            |
| Finali 2013         |                            |                   |                   |                   |                          |                            |
| Data                | Località                   | Nazione           | Spec.             | Prima             | Seconda                  | Terza                      |
| 20 marzo 2013       | Stoccolma                  | Svezia            | SP TC             | Justyna Kowalczyk | Marit Bjørgen            | Kerttu Niskanen            |
| 22 marzo 2013       | Falun                      | Svezia            | 2,5 km TL         | Marit Bjørgen     | Charlotte Kalla          | Kikkan Randall             |
| 23 marzo 2013       | Falun                      | Svezia            | 10 km TC MS       | Marit Bjørgen     | Justyna Kowalczyk        | Therese Johaug             |
| 24 marzo 2013       | Falun                      | Svezia            | 10 km TL PU       | Therese Johaug    | Kikkan Randall           | Charlotte Kalla            |
| Classifica finale   | Classifica finale          | Classifica finale | Classifica finale | Marit Bjørgen     | Therese Johaug           | Charlotte Kalla            |

Legenda:

TC = tecnica classica

TL = tecnica libera

SP = sprint

PU = inseguimento

MS = partenza in linea

### Classifiche

#### Generale
| Pos. | Nome                       | Nazione     | Punti |
| ---- | -------------------------- | ----------- | ----- |
| 1    | Justyna Kowalczyk          | Polonia     | 2017  |
| 2    | Therese Johaug             | Norvegia    | 1503  |
| 3    | Kikkan Randall             | Stati Uniti | 1190  |
| 4    | Marit Bjørgen              | Norvegia    | 1148  |
| 5    | Heidi Weng                 | Norvegia    | 1085  |
| 6    | Kristin Størmer Steira     | Norvegia    | 1018  |
| 7    | Anne Kyllönen              | Finlandia   | 987   |
| 8    | Charlotte Kalla            | Svezia      | 845   |
| 9    | Astrid Uhrenholdt Jacobsen | Norvegia    | 778   |
| 10   | Krista Pärmäkoski          | Finlandia   | 736   |

#### Distanza
| Pos. | Nome                   | Nazione   | Punti |
| ---- | ---------------------- | --------- | ----- |
| 1    | Justyna Kowalczyk      | Polonia   | 1027  |
| 2    | Therese Johaug         | Norvegia  | 874   |
| 3    | Kristin Størmer Steira | Norvegia  | 665   |
| 4    | Heidi Weng             | Norvegia  | 526   |
| 5    | Anne Kyllönen          | Finlandia | 499   |

#### Sprint
| Pos. | Nome                     | Nazione     | Punti |
| ---- | ------------------------ | ----------- | ----- |
| 1    | Kikkan Randall           | Stati Uniti | 542   |
| 2    | Justyna Kowalczyk        | Polonia     | 430   |
| 3    | Ingvild Flugstad Østberg | Norvegia    | 294   |
| 4    | Maiken Caspersen Falla   | Norvegia    | 283   |
| 5    | Anne Kyllönen            | Norvegia    | 260   |